# Kauã Santos
Kauã Morais Vieira dos Santos (Vassouras, 11 de abril de 2003) é um futebolista brasileiro que atua como goleiro. Atualmente, defende o Eintracht Frankfurt.

## Início
Kauã começou a jogar futebol aos cinco anos de idade. Jogou nas categorias de base do Volta Redonda e fez um teste no Atlético Mineiro. Santos ingressou nas categorias de base do Flamengo em 2020, aos 17 anos. Rapidamente se destacou, assinando contrato com o clube até fevereiro de 2024.

## Carreira
Em agosto de 2023, Santos foi vendido para o Eintracht Frankfurt, da Bundesliga. O clube alemão desembolsou cerca de 1,6 milhões de euros (R$ 8,4 milhões, na cotação da época) por 70% dos direitos econômicos do goleiro. Fez sua estreia no dia 14 de setembro de 2024, contra o Wolfsburg, ajudando o time na vitória por 2 a 1. No dia 9 de outubro de 2024, o goleiro assinou um novo contrato, dessa vez válido até 2030.

## Carreira internacional
Kauã representou o Brasil na categoria sub-20. Fez parte do elenco que participou do Campeonato Sul-Americano Sub-20 de 2023, onde a seleção brasileira se sagrou campeã do torneio.

## Vida pessoal
Kauã Santos é natural de Vassouras, município do estado do Rio de Janeiro, localizado no Vale do Paraíba.

## Estatísticas de carreira
- Atualizado até 17 de abril de 2025.

| Clube                  | Temporada         | Liga                  | Liga  | Liga | Copa nacional | Copa nacional | Continental | Continental | Total | Total |
| Clube                  | Temporada         | Divisão               | Jogos | Gols | Jogos         | Gols          | Jogos       | Gols        | Jogos | Gols  |
| ---------------------- | ----------------- | --------------------- | ----- | ---- | ------------- | ------------- | ----------- | ----------- | ----- | ----- |
| Eintracht Frankfurt II | 2023–24           | Regionalliga Sudoeste | 13    | 0    | —             | —             | —           | —           | 13    | 0     |
| Eintracht Frankfurt    | 2024–25           | Bundesliga            | 9     | 0    | 0             | 0             | 5           | 0           | 14    | 0     |
| Total na carreira      | Total na carreira | Total na carreira     | 22    | 0    | 0             | 0             | 5           | 0           | 27    | 0     |

1. ↑  Appearances in UEFA Europa League

## Links externos
- Perfil no site do Eintracht Frankfurt
- «Perfil de Kauã Santos». na UEFA  Recorde da competição